# گالاهد (گروه موسیقی)
گالاهَد (به انگلیسی: Galahad) یک گروه موسیقی پراگرسیو راک انگلیسی است که از دهه ۱۹۸۰ تا به امروز فعالیت می‌کند. این گروه با آثار پر از ابتکار، اجراهای زنده دینامیک و ترکیب المان‌های مختلف موسیقی، به عنوان یکی از گروه‌های مهم و تأثیرگذار در دنیای موسیقی پراگرسیو راک محسوب می‌شود.
آنها ۱۱ آلبوم استودیویی، ۶ آلبوم زنده و ۳ مجموعه کمیاب و همچنین چند آلبوم پروژه فرعی را در پوشش گروه آکوستیک گالاهاد و شرکت گالهاد الکتریک منتشر کرده‌اند. در طول ۳۸ سال گذشته آنها با افرادی مانند پندراگون، آی‌کیو و گروه موسیقی شب دوازدهم اجرا کرده‌اند.
گالاهَد در جشنواره‌هایی در اروپا و آمریکای شمالی اجرا کرده‌است و ده‌ها هزار آلبوم را به فروش رسانده‌است، علیرغم اینکه هرگز یک رکورد بزرگ نداشته‌است. همه نسخه‌های منتشر شده بر لیبل خود «Avalon Records» هستند، به غیر از برخی از نسخه‌های مجدد که در ارتباط با برچسب لهستانی «Oskar Productions» منتشر شده‌اند.
در سال ۲۰۱۲ و پس از ۲۷ سال حضور، گروه گالاهَد برای اولین بار آلبوم ای‌پی وینیل خود به نام «جراحات جنگی» را به همکاری با رکوردهای Ritual Echo منتشر کرد. این آلبوم با کیفیت بالا وزن ۱۸۰ گرم در یک جلد گیت‌فولد به صورت نسخهٔ محدود ۳۰۰ عددی منتشر شد که به سرعت به عنوان یک آیتم کلکسیونر شناخته شد. از آن زمان به بعد، گروه تعدادی آلبوم دیگر را نیز به صورت وینیل منتشر کرده‌است. این آلبوم‌ها عبارت‌اند از «فراتر از حدود بهشت» (آلبوم دوتایی/ای‌پی که در وینیل قرمز یا نارنجی در دسترس است)، «امپراتوری‌ها هرگز دوام نمی‌آورند» (آلبوم دوتایی شامل نسخه‌ای 'اورکسترال' از قطعه عنوانی، در وینیل آبی یا سیاه)، «دریاهای تغییر» (آلبوم معمولی در وینیل سیاه یا آبی فیروزه‌ای و همچنین نسخهٔ محدود در وینیل عکس دار با جلد تاکونی) و در سال ۲۰۲۰ آلبوم «خوابگردان‌ها» را در یک آلبوم دوتایی گیت‌فولد (در وینیل سیاه معمولی یا سفید) منتشر کرد.

## تاریخچهٔ شکل‌گیری و تأسیس
گروه گالاهَد در سال ۱۹۸۵ توسط روی براون (Roy Brown) و اسپنسر لاکمن (Spencer Luckman) تأسیس شد. در آغاز، گروه با تأکید بر ترکیب المان‌های مختلف موسیقی پراگرسیو، راک و الکترونیک به ساخت آثار خود پرداخت. این تلاش‌ها منجر به ایجاد یک صدای منحصر به فرد برای گالاهَد شد.
استوارت نیکلسون، خواننده گروه، روزهای اولیه گالاهاد را چنین توصیف می‌کند: «گروه درست پس از به اصطلاح موج دوم گروه‌های «پراگ» مانند ماریلیون، پالاس، آی‌کیو، Twelfth Night، پندراگون و غیره از گروه‌های پراگ پیشرو در اوایل دهه هشتاد تشکیل شد. همه آنها از سال ۱۹۷۸ تا ۱۹۸۱ شروع شدند و ما در سال ۱۹۸۵، پس از ترکیدن حباب شروع کردیم، اما واقعاً تا سال ۱۹۹۰ به بعد به‌طور جدی ادامه ندادیم. صادقانه بگویم، ما واقعاً در روزهای اول فقط برای سرگرمی اجرا می‌کردیم و واقعاً نگران معاملات ضبط و غیره (نسخه تجاری) نبودیم. فقط بعد از اجرا با برخی از گروه‌های بزرگتر بود که درموردش فکر کردیم. در واقع، ما هم مثل این بچه‌ها خوب هستیم، پس چرا این کار را نکنیم.»
شکل‌دهی به سبک موسیقی
گروه گالاهَد با استفاده از تجربیات و تخصص‌های موسیقایی اعضا، توانسته‌است سبک منحصر به فرد خود را بسازد. آثار گروه معمولاً دارای تنوع و ترکیب المان‌های پراگرسیو، راک، المان‌های کلاسیک و آوایی هستند. این ترکیبات باعث ایجاد آهنگ‌های پیچیده، تنوع‌پذیر و شناخته‌شده از گالاهَد می‌شوند.
تأثیرات و موقعیت در صنعت موسیقی
گروه گالاهَد به عنوان یکی از نمایندگان پیشگام در صحنهٔ موسیقی پراگرسیو راک شناخته می‌شود و توانسته‌است با ترکیب المان‌های مختلف موسیقی و خلق اجراهای زنده انرژی‌بخش، به توسعه و پیشرفت این سبک موسیقی کمک کند. آثار گروه گالاهَد نمونه‌های مهمی از تلاش‌ها و ابتکارات هنری در دنیای پراگرسیو راک به حساب می‌آیند.
آلبوم‌های معروف
گروه گالاهَد تا به امروز تعدادی زیادی آلبوم استودیویی و مواد منتشر کرده‌است که به عنوان نمونه‌های برجسته و تأثیرگذار در دنیای موسیقی پراگرسیو راک شناخته می‌شوند. برخی از آلبوم‌های معروف گالاهَد عبارت‌اند از:
1. Following Ghosts (1998): این آلبوم با ترکیب المان‌های موسیقی مختلف، اجراهای زنده قوی و تنوع در ساختار قطعات به خود جلب توجه کرد.
2. Empires Never Last (2007): این آلبوم با ترکیب المان‌های پیچیده و ملودیک به عنوان یکی از اثرهای مهم در دورهٔ بعدی فعالیت گروه به‌شمار می‌آید.
3. Seas of Change (2018): آلبوم جدید گروه که توانست با ترکیب المان‌های مدرن و پراگرسیو، توجه گوش‌های طرفداران را به خود جلب کند.

یازدهمین آلبوم استودیویی گالاهاد «آخرین ماجراجوی بزرگ» دارای ماندگارترین ترکیب گروه است و در ۲۴ اکتبر ۲۰۲۲ منتشر شد. یک آلبوم استودیویی جدید دیگر ضبط شده‌است و تا پایان سال ۲۰۲۳ منتشر خواهد شد.

## اعضای کنونی
- استوارت نیکلسون: خواننده (از سال ۱۹۸۵)
- اسپنسر لاکمن: درام (از سال ۱۹۸۷)
- دین بیکر: کیبورد (از سال ۱۹۹۷)
- لی آبراهام: باس (۲۰۰۵–۲۰۰۹)، گیتار (از سال ۲۰۱۷)،[۳]
- مارک اسپنسر: باس و گیتار (۲۰۱۲–۲۰۱۴)، بیس (از سال ۲۰۱۸)

## اعضای قبلی
- روی کی ورث: گیتار (۱۹۸۵–۱۹۹۸، ۱۹۹۹–۲۰۱۷)
- پدی اوکالاگان: طبل (۱۹۸۵–۱۹۸۷)
- جان اوکالاگان: گیتار (۱۹۸۵) (متوفی)
- مایک هوکر: کیبورد (۱۹۸۵–۱۹۸۷)
- نیک هاجسون: کیبورد (۱۹۸۵–۱۹۸۷)
- پل واتس: باس (۱۹۸۵–۱۹۸۹)
- استیو پیرسون: درامز (۱۹۸۷)
- مایک هیوتسون: کیبورد (۱۹۸۷–۱۹۸۸)
- مارک اندروز: کیبورد (۱۹۸۸–۱۹۹۱)
- پت مک کان: باس (۱۹۸۹)
- تیم اشتون: باس (۱۹۸۹–۱۹۹۲، ۲۰۱۴–۲۰۱۷)
- کارل گرت: کیبورد (۱۹۹۱–۱۹۹۷)
- نیل پپر: باس (۱۹۹۲–۲۰۰۲، ۲۰۰۹–۲۰۱۱) (متوفی)
- کریگ ویلسون: گیتار (۱۹۹۸–۱۹۹۹)
- پیتر والبریج: باس (۲۰۰۲–۲۰۰۴)
- مایک نلر: باس(۲۰۰۴–۲۰۰۵)

## دیسکوگرافی

### نوارها
- استودیو ۹۵ نسخهٔ نمایشی، پاییز ۱۹۹۵
- One Knight at Mr Cs، اوت ۱۹۸۷
- در یک لحظه جنون، می ۱۹۸۹
- لذت‌های دیگر دنیا (تبلیغات)، ژانویه ۱۹۹۱
- سایر جنایات و جنایات، ژانویه ۱۹۹۲
- رنج در سکوت (فقط تبلیغی)، فوریه ۱۹۹۲
- سخنرانی کریسمس گالاهاد، بهار ۱۹۹۳
- در یک لحظه جنون کامل (نسخه لهستانی)، آوریل ۱۹۹۳
- Nothing Is Written (نسخه لهستانی)، آوریل ۱۹۹۳
- سایر جنایات و جنایات II، اوت ۱۹۹۵
- Not All There (نسخه لهستانی)، سپتامبر ۱۹۹۵
- Sleepers (نسخه لهستانی)، سپتامبر ۱۹۹۵
- Classic Rock Live (نسخه لهستانی)، ژوئیه ۱۹۹۶
- دنبال ارواح (نسخه لهستانی)، پاییز ۱۹۹۸

### ال‌پی‌ها
- Battle Scars - Single Gatefold LP، آوریل ۲۰۱۲
- Beyond the Realms of Euphoria - Double Gatefold LP/EP، اکتبر ۲۰۱۲
- Empires Never Last - Double Gatefold LP، اکتبر ۲۰۱۶
- Seas of Change - تک LP استاندارد روی وینیل سیاه یا فیروزه ای و دیسک تصویر، ژانویه ۲۰۱۸
- Sleepers - Double Gatefold LP روی وینیل سیاه یا سفید، بهار ۲۰۲۰
- Following Ghosts (آلبوم اصلی دوباره میکس شده) - Double Gatefold LP روی وینیل مشکی، طلایی یا نارنجی/قرمز، پاییز ۲۰۲۱

### تک‌آهنگ‌ها
- رویاپردازی از درون/افیون، ژوئیه ۱۹۸۷
- ترن هوایی (یک طرفه فلکسی تک)، فوریه ۱۹۹۲
- پیروزی (فقط دانلود)، ژوئن ۲۰۲۰

### سی دی‌های استودیویی
- Nothing Is Written، ژوئن ۱۹۹۱ (نسخه ژاپنی آوریل ۱۹۹۲، بازسازی شده در سال ۲۰۰۷)
- In a Moment of Complete Madness، آوریل ۱۹۹۳، بازسازی شده در سال ۲۰۰۸)
- Sleepers، سپتامبر ۱۹۹۵ (نسخه ژاپنی آوریل ۱۹۹۵، بیستمین سالگرد، بازسازی شده در اکتبر ۲۰۱۵)
- Following Ghosts، ژوئن ۱۹۹۸ (نسخه مجدد ۲۰۰۷، نسخه توسعه یافته سپتامبر ۲۰۲۰)
- سال صفر، سپتامبر ۲۰۰۲ (نسخه توسعه یافته و بازسازی شده دهمین سالگرد سپتامبر ۲۰۱۲)
- Empires Never Last، بهار ۲۰۰۷ (نسخه لوکس، بازسازی شده در ژانویه ۲۰۱۵)
- زخم‌های نبرد، آوریل ۲۰۱۲
- Beyond the Realms of Euphoria، اکتبر ۲۰۱۲
- Empires: A Curious Companion، (به صورت رایگان با Empires Never Last Edition Deluxe) ژانویه ۲۰۱۵
- طوفان‌های آرام، می ۲۰۱۷
- دریاهای تغییر، ژانویه ۲۰۱۸
- آخرین ماجراجوی بزرگ، اکتبر ۲۰۲۲
- خداحافظی طولانی، ???۲۰۲۳

### سی دی‌های زنده
- Classic Rock Live، آوریل ۱۹۹۶، نسخه ژاپنی سپتامبر ۱۹۹۶
- رزونانس - زندگی در لهستان، ۲۰۰۶
- Two Classic Rock Lives، ۲۰۰۸
- بی خوابی در فینیکس ویل - زنده در روسفست، اکتبر ۲۰۰۹
- Whitchurch Live 92/93 - Live Archives Vol. 2، فوریه ۲۰۱۲
- Solidarity - Live in Konin، سپتامبر ۲۰۱۵

### ای‌پی‌ها
- Voiceprint Radio Sessions EP، ژانویه ۱۹۹۴
- روز را بگیر، فوریه ۲۰۱۴
- فرشته نگهبان، ژوئن ۲۰۱۴
- Mein Herz brennt، اکتبر ۲۰۱۴ (تک)
- ۳۰ ژوئیه ۲۰۱۵

### سی دی‌های گردآوری‌شده
- دهه (فقط آلمان)، مارس ۱۹۹۷
- سایر جنایات و جنایات II، مه ۱۹۹۷
- سایر جنایات و جنایات III، سپتامبر ۲۰۰۱
- سایر جرایم و جنایات، ۲۰۰۸
- سایر جنایات و جنایات II و III، ۲۰۰۹
- وقتی دنیاها با هم برخورد می‌کنند، زمستان ۲۰۱۵

### دانلودها/جریان‌ها
- Empires Never Last، بهار ۲۰۰۷
- سخنرانی کریسمس گالاهاد، بهار ۲۰۱۲
- زخم‌های نبرد، آوریل ۲۰۱۲
- Beyond the Realms of Euphoria، اکتبر ۲۰۱۲
- Seize the Day EP، فوریه ۲۰۱۴
- EP فرشته نگهبان، تابستان ۲۰۱۴
- Mein Herz brennt EP، پاییز ۲۰۱۴
- Empires Never Last - The Deluxe edition، ژانویه ۲۰۱۵
- Empires: A Curious Companion، ژانویه ۲۰۱۵
- دریاهای تغییر، ژانویه ۲۰۱۸
- Following Ghosts - Expanded Edition، سپتامبر ۲۰۲۰
- رزونانس - زنده در لهستان ۲۰۰۶، دسامبر ۲۰۲۰

### پروژه‌های اسپین آف
- Not All There CD (Galahad Acoustic Quintet) ژانویه ۱۹۹۵
- سی دی De-Constructing Ghosts (شرکت گلاحد الکتریک) اوت ۱۹۹۹ (آلبوم میکس مجدد)
- وقتی نبرد تمام شد سی دی/دانلود/استریم (شرکت گالاهاد الکتریک) اکتبر ۲۰۲۰
- سی دی روح درمانی /دانلود/استریم (شرکت گلاحد الکتریک) ۲۰ اکتبر ۲۰۲۱

### دی وی دی‌ها
- رزونانس - زندگی در لهستان، ۲۰۰۶
- Whitchurch 92/93 - بایگانی زنده جلد. ۲، فوریه 2012 (Digipack)
- Solidarity - Live in Konin، سپتامبر 2015 (Digipack)

### ضبط‌های دیگر
- The Ceiling Speaks - برای آلبوم ادای احترام جف مان "Mannerisms"، ۱۹۹۴
- The Chamber of 32 Doors - برای آلبوم بزرگداشت جنسیس "رودخانه تغییرات مداوم"، ۱۹۹۶
- Lady Fantasy - برای آلبوم ادای احترام Camel 'Harbour of Joy'، ۱۹۹۶
- حقایق و تخیلی - برای شب دوازدهم انتشار مجدد "حقیقت و داستان - نسخه قطعی"، ۲۰۱۸